# Llista de banderes municipals de Suïssa
Aquesta és una llista de les banderes municipals de Suïssa. Les banderes estan agrupades per cantons segons estableix la seva divisió administrativa. A causa de l'alt nombre de municipis, actualment n'existeixen uns 2.324, aquesta llista només mostra els municipis de més de 5.000 habitants.
Es tracta de banderes heràldiques, ja que reprodueixen els escuts d'armes municipal.

## Aargau

Aarau
Aarburg
Baden
Bremgarten
Brugg
Buchs
Fislisbach
Frick
Gebenstorf
Gränichen
Kaiseraugst
Küttigen
Lenzburg
Mellingen
Menziken
Möhlin
Muri
Neuenhof
Oberentfelden
Obersiggenthal
Oftringen
Reinach
Rheinfelden
Rothrist
Rupperswil
Seon
Spreitenbach
Suhr
Untersiggenthal
Villmergen
Wettingen
Windisch
Wohlen
Würenlos
Zofingen
Zurzach

## Appenzell Ausser-Rhoden

Herisau
Teufen

## Appenzell Inner-Rhoden

Appenzell
Schwende-Rüte

## Basilea-Camp

Aesch
Allschwil
Arlesheim
Binningen
Birsfelden
Bottmingen
Ettingen
Frenkendorf
Gelterkinden
Laufen
Lausen
Liestal
Münchenstein
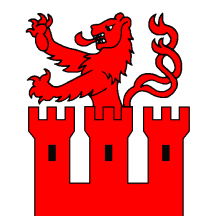
Muttenz
Oberwil
Pratteln
Reinach
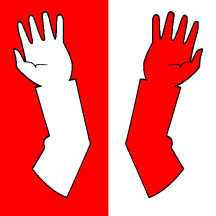
Sissach
Therwil

## Basilea-Ciutat

Basilea
Riehen

## Berna

Belp
Berna
Biel/Bienne
Bolligen
Burgdorf
Fraubrunnen
Frutigen
Heimberg
Herzogenbuchsee
Huttwil
Interlaken
Ittigen
Jegenstorf
Kirchberg
Köniz
Konolfingen
Langenthal
Langnau im Emmental
Lengnau
Lyss
Moutier
Münchenbuchsee
Münsingen
Muri bei Bern
Neuenegg
Nidau
Niederbipp
Ostermundigen
Saanen
Saint-Imier
Schwarzenburg
Spiez
Steffisburg
Sumiswald
Thun
Uetendorf
Unterseen
Urtenen-Schönbühl
Vechigen
Wohlen bei Bern
Worb
Zollikofen

## Friburg

Belmont-Broye
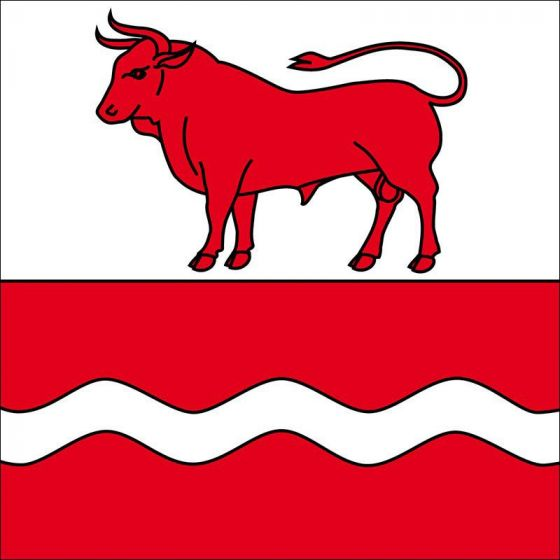
Bulle
Châtel-Saint-Denis
Chiètres
Courtepin
Düdingen
Estavayer
Friburg
Gibloux
Marly
Murten
Romont
Tavel
Villars-sur-Glâne
Wünnewil-Flamatt

## Ginebra

Bernex
Carouge
Chêne-Bougeries
Chêne-Bourg
Collonge-Bellerive
Cologny
Ginebra
Lancy
Le Grand-Saconnex
Meyrin
Onex
Plan-les-Ouates
Thônex
Vernier
Versoix
Veyrier

## Glarus

Glarus
Glarus Nord
Glarus Süd

## Grisons

Coira
Davos
Domat/Ems
Landquart

## Jura

Delémont
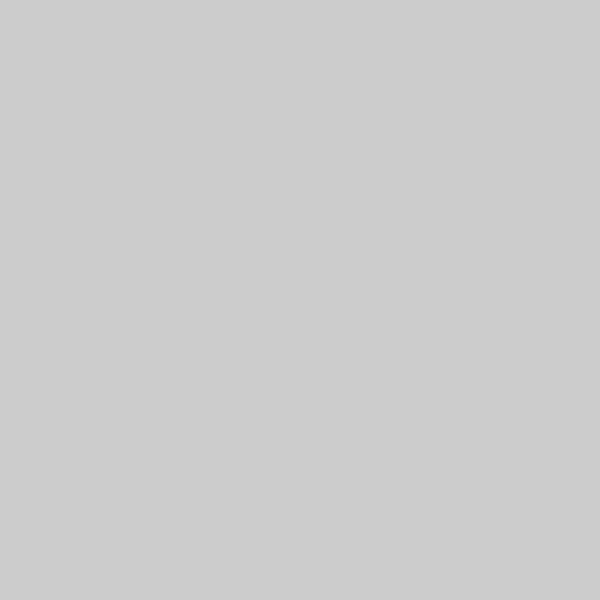
Haute-Sorne
Porrentruy

## Lucerna

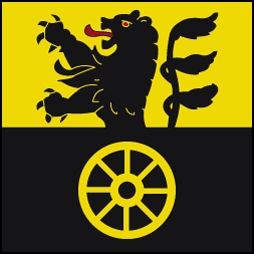
Adligenswil
Beromünster
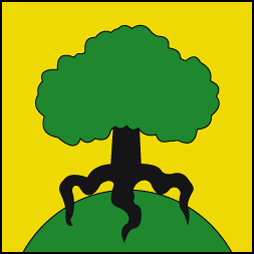
Buchrain
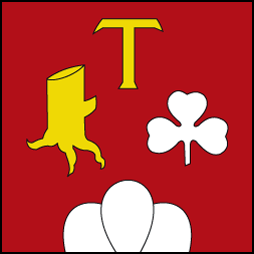
Dagmersellen
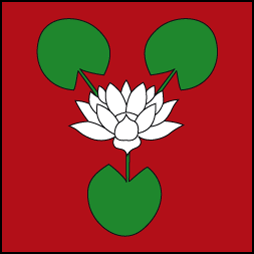
Ebikon
Emmen
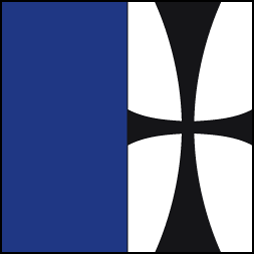
Hitzkirch
Hochdorf
Horw
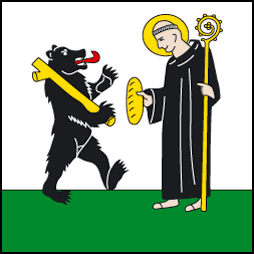
Kriens
Lucerna
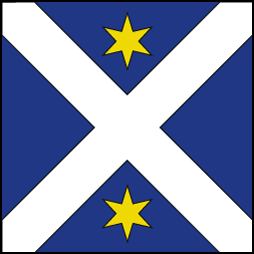
Malters
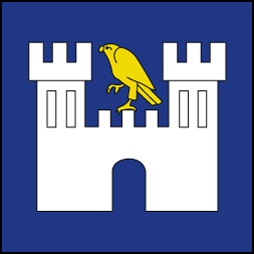
Meggen
Neuenkirch
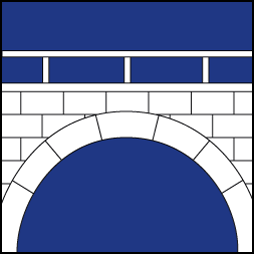
Oberkirch (Lucerna)Oberkirch
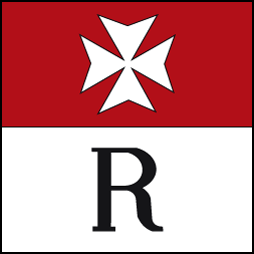
Reiden
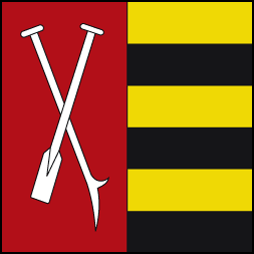
Root
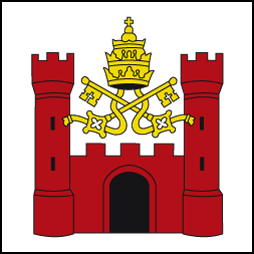
Rothenburg
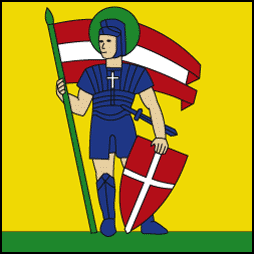
Ruswil
Sursee
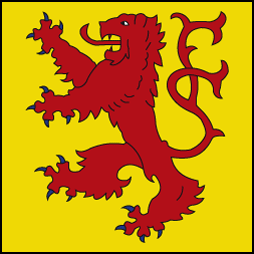
Willisau

## Neuchâtel

Boudry
La Chaux-de-Fonds
La Grande Béroche
La Tène
Le Locle
Milvignes
Neuchâtel
Val-de-Ruz
Val-de-Travers

## Nidwalden

Buochs
Ennetbürgen
Hergiswil
Stans

## Obwalden

Alpnach
Kerns
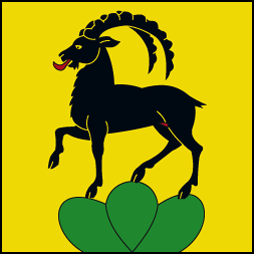
Sachseln
Sarnen

## Sankt Gallen

Altstätten
Au
Bad Ragaz
Buchs
Bütschwil-Ganterschwil
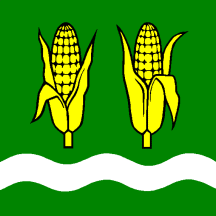
Diepoldsau
Ebnat-Kappel
Eschenbach
Flawil
Flums
Gaiserwald
Goldach
Gommiswald
Gossau
Grabs
Kaltbrunn
Kirchberg
Mels
Oberriet
Oberuzwil
Rapperswil-Jona
Rorschach
Rorschacherberg
Sankt Gallen
St. Margrethen
Sargans
Sennwald
Sevelen
Thal
Uznach
Uzwil
Walenstadt
Wartau
Wattwil
Widnau
Wil
Wittenbach

## Schaffhausen

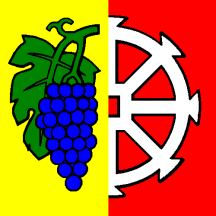
Beringen
Neuhausen am Rheinfall
Schaffhausen
Thayngen

## Schwyz

Altendorf
Arth
Einsiedeln
Feusisberg
Freienbach
Galgenen
Ingenbohl
Küssnacht
Lachen
Schübelbach
Schwyz
Wangen
Wollerau

## Solothurn

Balsthal
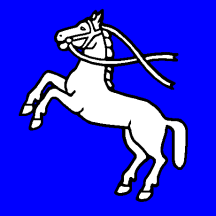
Bellach
Biberist
Derendingen
Dornach
Dulliken
Gerlafingen
Grenchen
Hägendorf
Oensingen
Olten
Schönenwerd
Solothurn
Trimbach (Solothurn)Trimbach
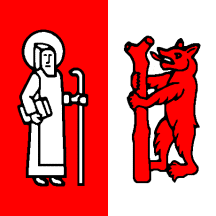
Wangen bei Olten
Zuchwil

## Turgòvia

Aadorf
Amriswil
Arbon
Bischofszell
Frauenfeld
Kreuzlingen
Münchwilen
Romanshorn
Sirnach
Tägerwilen
Weinfelden

## Ticino

Arbedo-Castione
Ascona
Bellinzona
Biasca
Capriasca
Chiasso
Gambarogno
Locarno
Losone
Lugano
Massagno
Mendrisio
Minusio

## Uri

Altdorf
Schattdorf

## Valais

Brig-Glis
Collombey-Muraz
Conthey
Crans-Montana
Fully
Martigny
Monthey
Naters
Nendaz
Savièse
Saxon
Sierre
Sion
Val de Bagnes
Vétroz
Visp
Zermatt

## Vaud

Aigle
Bex
Blonay-Saint-Légier
Bourg-en-Lavaux
Bussigny-près-Lausanne
Chavannes-près-Renens
Chavornay
Crissier
Echallens
Écublens
Epalinges
Gland
Lausana
La Tour-de-Peilz
Le Mont-sur-Lausanne
Lutry
Montreux
Morges
Moudon
Nyon
Ollon
Orbe
Oron
Payerne
Préverenges
Prilly
Pully
Renens
Rolle
Saint-Prex
Villeneuve
Vevey
Yverdon-les-Bains

## Zug

Baar
Cham
Hünenberg
Oberägeri
Risch-Rotkreuz
Steinhausen
Unterägeri
Zug

## Zúric

Adliswil
Affoltern am Albis
Bäretswil
Bassersdorf
Birmensdorf
Bonstetten
Bubikon
Buchs
Bülach
Dielsdorf
Dietikon
Dietlikon
Dürnten
Dübendorf
Egg
Eglisau
Elgg
Embrach
Erlenbach
Fällanden
Fehraltorf
Geroldswil
Glattfelden
Gossau
Greifensee
Herrliberg
Hinwil
Hombrechtikon
Horgen
Illnau-Effretikon
Kilchberg
Kloten
Küsnacht
Langnau am Albis
Lindau
Männedorf
Maur
Meilen
Mettmenstetten
Neftenbach
Niederhasli
Nürensdorf
Oberengstringen
Oberglatt
Oberrieden
Obfelden
Opfikon
Pfäffikon
Regensdorf
Richterswil
Rümlang
Rüschlikon
Rüti
Schlieren
Schwerzenbach
Seuzach
Stäfa
Thalwil
Turbenthal
Uetikon am See
Uitikon
Urdorf
Uster
Volketswil
Wädenswil
Wald
Wallisellen
Wangen-Brüttisellen
Wettswil am Albis
Wetzikon
Wiesendangen
Winterthur
Zell
Zollikon
Zumikon
Zúric